# Trachelipus rathkii
Trachelipus rathkii là một loài chân đều trong họ Trachelipodidae. Loài này được Brandt miêu tả khoa học năm 1833.

## Hình ảnh

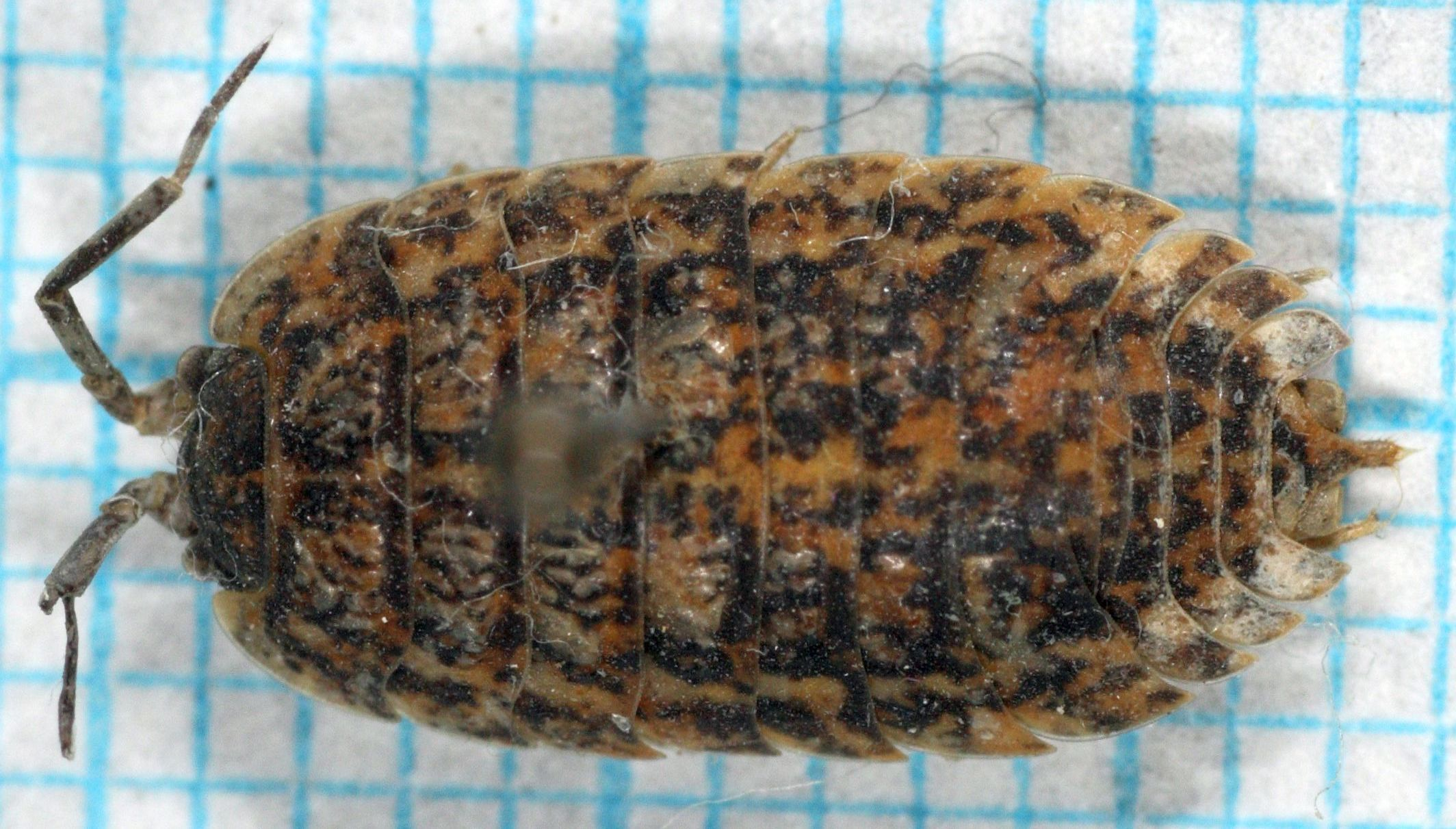
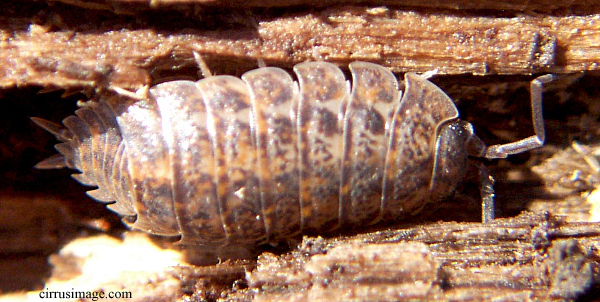